# Mort de Kenneth Chamberlain Sr.
Pour les articles homonymes, voir Chamberlain.
Kenneth Chamberlain Sr. est un Américain noir abattu par la police le 19 novembre 2011, à White Plains, dans l'État de New York.

## Circonstances

Kenneth Chamberlain Sr.

Chamberlain était un Marine retraité de 68 ans, et un vétéran de 20 ans du département correctionnel du comté de Westchester. Le 19 novembre 2011, il déclenche dans son sommeil le collier d'appel malade LifeAid, qu'il portait en raison d'un problème cardiaque chronique. Le son de tout ce qui va suivre est enregistré par le système LifeAid.
La police se présente à son domicile et exige qu'il ouvre sa porte d'entrée. Malgré son objection et ses déclarations selon lesquelles il n'avait pas besoin d'aide, la police enfonce sa porte. Sur l'enregistrement, on entend Kenneth Chamberlain Sr dire à la police, « je suis un vieil homme malade » et un des officiers lui répondre « on en a rien à foutre, négro ! »,. L'opérateur de LifeAid et la nièce de Chamberlain Sr, qui vit dans l'immeuble, tentent d'intervenir. Dans l'enregistrement on entend un officier dire: « nous n'avons pas besoin de médiateur ».
D'après la police, Chamberlain se précipite alors sur eux avec un couteau et ces derniers lui donnent un coup de taser, avant de l'abattre par légitime défense. L'autopsie révèle qu'une balle a touché Chamberlain latéralement, traversant son bras droit puis ses deux poumons. Des brûlures de taser sont visibles sur le cou et l'abdomen. La victime n'avait pas pris de drogue.

## Suites judiciaires
Quatre mois après le meurtre, un grand jury décide de ne retenir aucune charge criminelle contre les policiers impliqués. La procureure de Westchester, Janet DiFiore omet de prendre des mesures disciplinaires contre l'officier Steven Hart qui a traité Chamberlain de « négro ». L'officier Anthony Carelli, présumé responsable du meurtre, est par ailleurs jugé pour des brutalités policières présumées à l'encontre de deux fils d'immigrants jordaniens, qui affirment que Carelli a battu l'un d'entre eux alors qu'il était menotté, et l'a traité de « tête de chiffon ».
En avril 2012, le fils de Kenneth Chamberlain Sr., inspiré par les parents d'une autre victime, Trayvon Martin, fait circuler une pétition demandant la fin de l'inconduite et de la brutalité policières, et que les officiers impliqués soient « inculpés et accusés de meurtre et de violation des droits civils ». Elle reçoit plus de 200 000 signatures,.
Le 2 juillet 2012, le fils de la victime, Kenneth Chamberlain Jr, engage une poursuite civile fédérale contre la ville de White Plains et le service de police de White Plains. Le 7 novembre 2016, le jury déclare la police et la ville non coupables. En juin 2020, une cour d'appel rétablit les charges de force excessive non létale et d'entrée illégale dans le meurtre de Chamberlain. Ce jugement intervient au moment de protestations nationales à la suite de la mort de George Floyd.

## Postérité
L'affaire est le sujet du film The Killing of Kenneth Chamberlain (en) en 2019,,.